# Luis Rierola
Luis Rierola Albo (kat. Lluís Rierola i Albó; ur. w 1896 w Gurb, zm. 1 września 1970 w Barcelonie) – hiszpański hokeista na trawie, uczestnik Letnich Igrzysk Olimpijskich 1928.
Rierola dostał powołanie na letnie igrzyska olimpijskie w Amsterdamie w 1928 roku. Wystąpił tam w dwóch spotkaniach fazy grupowej. 19 maja Hiszpanie przegrali 1–2 z Francuzami, a cztery dni później zremisowali 1–1 z Holendrami. Hiszpanie przegrali także mecz grupowy z Niemcami (w którym Rierola nie grał), tym samym zajmując ostatnie miejsce w fazie grupowej. Rierola, grający na tym turnieju w linii ofensywnej, nie zdobył żadnego gola.